# Synema nigriventer
Synema nigriventer är en spindelart som beskrevs av Dahl 1907. Synema nigriventer ingår i släktet Synema och familjen krabbspindlar. Inga underarter finns listade i Catalogue of Life.